# Necdet Kent
İsmail Necdet Kent, född 1 januari 1911 i Istanbul i Osmanska riket (i dagens Turkiet), död 20 september 2002 på samma plats, var en turkisk diplomat. Kent avlade en kandidatexamen i offentlig rätt vid New York University.
Han var bland annat turkisk ambassadör i Thailand, Indien, Sverige och Polen och var också generalkonsul till USA och Frankrike. Kent är känd för att ha räddat livet på turkiska judar som var bosatta i södra delarna av Frankrike under andra världskriget. Han belönades med utmärkelsen "Rättfärdig bland folken" av Israel efter kriget.
Han är far till den amerikansk-turkiska företagsledaren Muhtar Kent, som ledde The Coca-Cola Company mellan 2008 och 2019.